# Shiri Appleby
Shiri Freda Appleby (Los Angeles, 7 december 1978) is een Amerikaans actrice, vooral bekend door haar hoofdrol in de televisieserie Roswell.

## Biografie
De vader van Appleby is een softwaredesigner, en haar moeder lerares. Zij heeft één broer. Toen ze vier jaar oud was speelde Appleby in allerlei commercials (onder andere voor M&M's). In 1984 kreeg ze een rol in de soapserie Santa Barbara. In 1987 speelde ze voor het eerst in een (low-budget)film, getiteld Curse II: The Bite. Appleby bleef acteren en haalde in 1997 haar middelbareschooldiploma. Na rolletjes in diverse series en films kreeg ze in 1999 een hoofdrol als Liz Parker in de televisieserie Roswell. De SF-serie werd na drie jaar beëindigd. Appleby heeft na Roswell in de film Swimfan gespeeld, en ze zat ook in de videoclip van Bon Jovi's It's My Life. Ze is na Roswell ook gaan studeren, Engelse literatuur en theaterwetenschappen aan de Universiteit van Californië. Momenteel is Appleby te zien als Rachel Goldberg in UnREAL, een Amerikaanse komedie/dramareeks, uitgezonden op Lifetime.

## Prijzen
- 1993: Young Artist Awards in de categorie 'Beste Jonge Actrice in een Televisiefilm' met de televisiefilm Perfect Family – genomineerd.
- 2000: Teen Choice Awards in de categorie 'Beste Actrice op TV' met de televisieserie Roswell – genomineerd.

## Filmografie

### Films
- 1986: Mystery Magical Special – Shiri
- 1987: Blood Vows: The Story of a Mafia Wife
- 1987: The Killing Time – Annie Winslew
- 1988: Go Toward the Light – Jessica
- 1989: Curse II: The Bite – Grace Newman
- 1990: I Love You to Death – Millie
- 1992: Perfect Family – Steff
- 1993: Family Prayers – Nina
- 1999: Deal of a Lifetime – Laurie Petler
- 1999: The Other Sister – proefmonstermeisje
- 1999: The Thirteenth Floor – Bridget Manilla
- 2002: A Time for Dancing – Samatha Russell
- 2002: Swimfan – Amy Miller
- 2003: The Skin Horse – Carla
- 2003: The Battle of Shaker Heights – Sarah
- 2004: Undertow – Violet
- 2004: Darklight – Lillith / Elle
- 2005: 1/4life – Debra
- 2005: When Do We Eat? – Nikki
- 2005: Everything You Want – Abby Morrison
- 2005: Havoc – Amanda
- 2005: Pizza My Heart – Gina Prestolani
- 2006: I-See-You.Com – Randi Sommers
- 2006: I'm Reed Fish – Jill Cavanaugh
- 2006: Thrill of the Kill – Kally Holden
- 2006: Carjacking – Cary
- 2007: Love Like Wind – de geest
- 2007: The Killing Floor – Rebecca Fay
- 2007: What Love Is – Debbie
- 2007: Charlie Wilson's War – Jailbait
- 2008: To Love and Die – Hildy Young
- 2009: Unstable – Megan Walker
- 2013: Kristin's Christmas Past – Kristin Cartwell

### Televisieseries
- 1985: Santa Barbara – klein meisje (1 afl.)
- 1987: Thirtysomething – kleine Hope (1 afl.)
- 1988: The Bronx Zoo – Nicole (2 afl.)
- 1988: Freddy's Nightmares – Marsha (1 afl.)
- 1988: Dear John – meisje (1 afl.)
- 1989: Knight & Daye – Amy Escobar
- 1989: Who's the Boss? – kind (1 afl.)
- 1990: Knots Landing – Mary Francis (10 jaar oud) (2 afl.)
- 1990: Adam 12 – Debbie Lavender (1 afl.)
- 1991: Sunday Dinner – Rachel (6 afl.)
- 1993: Doogie Howser, M.D. – Molly Harris (1 afl.)
- 1993: Raven – Jess (1 afl.)
- 1993: Against the Grain – Claire (1 afl.)
- 1994–2009: ER – Dr. Daria Wade / mevr. Murphy (10 afl.)
- 1995: Brotherly Love – Fee (1 afl.)
- 1997: Baywatch – Jennie (1 afl.)
- 1997: 7th Heaven – Karen (1 afl.)
- 1997: City Guys – Cindy (1 afl.)
- 1998: Xena: Warrior Princess – Tara (2 afl.)
- 1999: Beverly Hills, 90210 – Rene (1 afl.)
- 1999–2002: Roswell – Liz Parker (61 afl.)
- 2000: Batman Beyond – Lori (1 afl.)
- 2000: The Amanda Show – nerd (2 afl.)
- 2006–2007: Six Degrees – Anya (6 afl.)
- 2008: Welcome to the Captain – Heather (1 afl.)
- 2008: Fear Itself – Tracy (1 afl.)
- 2010–2011: Life Unexpected – Cate Cassidy (26 afl.)
- 2011: Whole Day Down – Moon (1 afl.)
- 2011: Royal Pains – Stella (1 afl.)
- 2013: Girls – Nathalia
- 2015: Unreal – Rachel

## Trivia
- Appleby is vegetariër.
- Ze speelt in de videoclip van I Don't Want to Be van Gavin DeGraw.
- 'Shiri' betekent 'mijn lied' in het Hebreeuws. Ze heeft een Asjkenazisch Joodse vader en een Sefardisch Joodse moeder.